# リリー・イェー

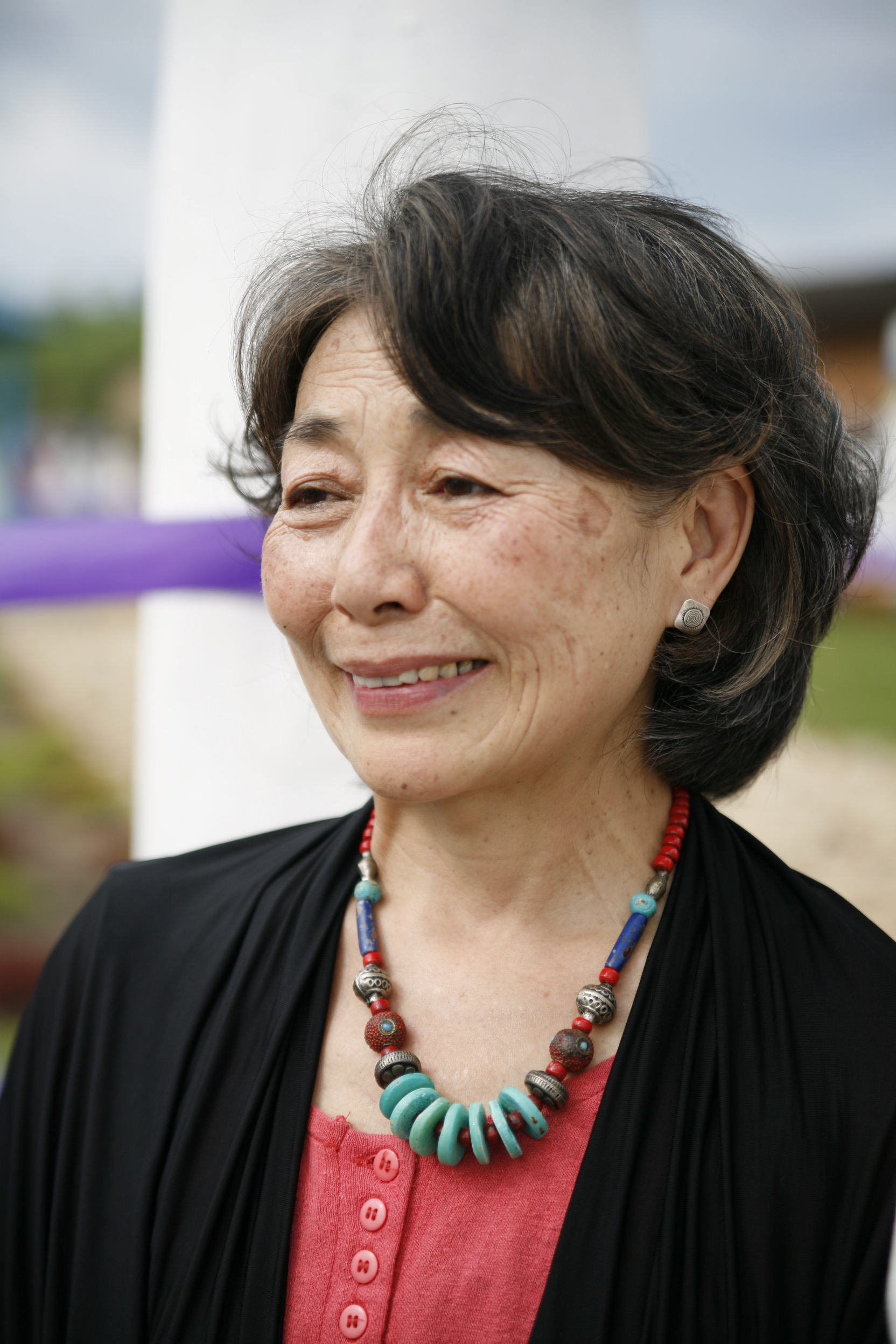
リリー・イェー

リリー・イェー（Lily Yeh、1941年 - ）は、中国貴州省出身の芸術家。1963年にアメリカ合衆国へ移住し、ペンシルベニア大学芸術大学院（後のデザイン大学院）に学んだ。彼女は、1968年から1998年まで、フィラデルフィアの芸術大学 (University of the Arts) で、絵画と美術史の教授を務めた.。

## 業績
1986年、イェーは、アフロ＝アメリカン・ダンス・アンサンブル (the Afro-American Dance Ensemble) の創設者であるアーサー・ホール (Arthur Hall) から、ノース・フィラデルフィア (North Philadelphia) にある舞踊団のスタジオに隣接する、利用が放棄された敷地に、公園を作ることを持ちかけられた。イェーは、この敷地を、モザイクの壁画と、彫刻を施した樹木のある、芸術公園へと変貌させた。
この公園は、1989年にイェーが共同創始者のひとりとなった芸術と人文学の村 (The Village of Arts and Humanities) が立ち上げる契機となった。イェーは、近隣住民やスタッフの支援を受けながら、120か所以上の敷地を、庭園や公園に改変していった。この運動は、空家の改装によって、芸術工房や若者のための劇場、そして教育プログラム (educational program) を創出していった。2004年、イェーは芸術と人文学の村を離れ、国際的な活動に注力するようになった。
2003年、イェーは、「裸足の芸術家たち」を意味するベアフット・アーティスツ (the Barefoot Artists Inc.) という非営利団体を立ち上げた。フィラデルフィアで用いられたのと同じコンセプトとモデルによって、ベアフット・アーティスツは、地域の住民に学びの機会を提供して力づけ、コミュニティを組織して、各地の貧しいコミュニティを芸術の力を用いて変えていくために行動している。最近、イェーは、ルワンダ、ケニヤ、エクアドルや、出身国である中国など、10か国で活動を展開している。
ベアフット・アーティスツの活動の一環として、イェーは、ルワンダ・ヒーリング・プロジェクト (the Rwanda Healing Project) を創設した。このプロジェクトは、子どもたちを対象に、ジェノサイド（大量虐殺）や内戦を経験した村のコミュニティに芸術を持ち込む事によって平和をもたらそうとするものである。イェーは、ルワンダの「ルゲレロ・ジェノサイド記念公園 (Rugerero Genocide Memorial Monument Park)」を2004年に設計し、公園は2005年に、数百人の地元の村民たちの支援を得て建設された。